# Octanapis
Octanapis là một chi nhện trong họ Anapidae.